# Dikke lens
Onder een dikke lens wordt in de geometrische optica verstaan een lens waarvan de dikte niet meer verwaarloosbaar is. Dit heeft consequenties voor de wijze van doorrekenen van de lens.

## Afbeeldingswetten

### Dunne lens
Het gedrag van een dunne lens wordt, in de paraxiale benadering, beschreven door middel van drie karakteristieke punten: voorwerpszijdig brandpunt, beeldzijdig brandpunt en optisch middelpunt:
- Een straal die evenwijdig aan de optische as invalt, gaat na breking door het beeldzijdig brandpunt F2.
- Een straal die door het voorwerpszijdig brandpunt F1 invalt, treedt na breking evenwijdig aan de optische as uit.
- Een straal die door het optische midden invalt, gaat ongebroken rechtdoor.

Met deze drie regels kan in principe de stralengang worden geconstrueerd en berekend.

### Dikke lens en lenzenstelsels

Dikke lens. F_{1,2} = brandpunten, H_{1,2} = hoofdpunten, N_{1,2} = knooppunten.
Straal 1 valt // aan as in, straal 2 valt door F_{1} in, straal 3 treedt // zichzelf uit.

Als de dikte van de lens niet verwaarloosbaar is, moet de brandpuntsafstand, maar ook de voorwerps- en beeldafstand, nauwkeuriger worden gedefinieerd. Verder kan men niet meer stellen dat een straal die door het midden van de lens gaat, ongebroken rechtdoor gaat. Immers als deze straal onder een hoek invalt, treedt hij naast de optische as de lens binnen, en verlaat de lens eveneens naast de optische as, maar dan aan de andere kant van de as. Er is dus, afgezien van een met de optische as samenvallende straal, geen straal meer die ongebroken doorgaat.
We gaan hier nog steeds uit van de paraxiale benadering
Bij een dikke lens, maar ook bij lenzenstelsels, worden zes karakteristieke punten en twee vlakken gedefinieerd (zie afbeelding):
- Evenwijdig aan de optische as invallende stralen:
  - Evenwijdig aan de as invallende stralen (1) komen na breking door de lens (of het gehele lenzenstelsel) samen in het beeldzijdig brandpunt F2.
  - De invallende straal (of zijn verlengde) snijdt de uittredende straal (of zijn verlengde) in een punt; het vlak door dit punt en loodrecht op de optische as heet het beeldzijdig hoofdvlak.
  - Het snijpunt van dit vlak met de optische as heet het beeldzijdig hoofdpunt H2.
- Evenwijdig aan de optische as uittredende stralen:
  - Evenwijdig aan de as uittredende stralen (2) kwamen vóór breking door de lens (of het gehele lenzenstelsel) vanuit het voorwerpszijdig brandpunt F1.
  - De invallende straal (of zijn verlengde) snijdt de uittredende straal (of zijn verlengde) in een punt; het vlak door dit punt en loodrecht op de optische as heet het voorwerpszijdig hoofdvlak.
  - Het snijpunt van dit vlak met de optische as heet het voorwerpszijdig hoofdpunt H1.
- Niet van richting veranderende stralen:
  - Van een straal (3) die na breking niet van richting veranderd blijkt te zijn (hooguit evenwijdig verschoven is), snijdt het invallende deel (na eventuele verlenging) de optische as in het voorwerpszijdig knooppunt N1, terwijl het uittredende deel (na eventuele verlenging) de optische as in het beeldzijdig knooppunt N2 snijdt.

De voorwerpszijdige brandpuntsafstand f1  is de afstand tussen F1 en H1, en de beeldzijdige brandpuntsafstand f2  is de afstand tussen F2 en H2.
De lenzenformule wordt nu dus veel gecompliceerder. Eerst moet het eerste brekende vlak worden doorgerekend, vervolgens het effect van de stralengang door de lens (immers, als de dikte van de lens niet verwaarloosbaar is, is de helling van de straal binnen de lens dat ook niet), en tot slot het tweede brekende vlak. En bij samengestelde lenzen, zoals objectieven, herhaalt zich dit voor elke lenscomponent.
De hoofdvlakken hoeven niet noodzakelijkerwijs in de volgorde te liggen zoals in de afbeelding. Ze kunnen zelfs een eind achter het lenzenstelsel liggen, zoals bij de zogenaamde retrofocusconstructie, of ervóór, zoals bij de teleconstructie.
Als de brekingsindices aan weerszijden van de lens gelijk zijn (zoals bij een lens in lucht), geldt:
- N1 en H1 vallen samen.
- N2 en H2 vallen samen.
- f1  = f2 .

Enkele voorbeelden van situaties waar de brekingsindices aan weerszijden niet gelijk zijn, zijn:
- Contactlenzen (aan de ene kant lucht, aan de andere kant het oog);
- Opeengekitte lenscomponenten (aan de ene kant lucht, aan de andere de andere lens);
- Duikbrillen (aan de ene kant water, aan de andere kant de lucht tussen bril en oog);
- Immersieobjectieven in de microscopie.

## Berekening met behulp van analytische meetkunde en matrices
Voor berekeningen aan eenvoudige optiek kan veelal worden volstaan met de dunnelensbenadering en de paraxiale benadering. Als de dikte van de lens niet meer verwaarloosbaar is, moeten andere berekeningswijzen worden gehanteerd. Daarbij wordt gebruikgemaakt van analytische meetkunde. Deze berekeningswijze kan ook worden gehanteerd als de paraxiale benadering niet meer geldt, dat wil zeggen wanneer de hoeken die de stralen met de optische maken niet meer klein genoeg om de hoeken in radialen gelijk te stellen aan hun sinus en tangens. Als er veel lensvlakken moeten worden doorgerekend, is het vaak efficiënter om matrixrekening te gebruiken. Deze rekenmethodes zijn ook gemakkelijk in software uit te voeren.
Een eenvoudig voorbeeld kan dit duidelijk maken. Beschouwt men de optische as als x-as en gaat men uit van rotatiesymmetrie ten opzichte van deze x-as, dan kan men zich beperken ons tot stralen die in een vlak door de x-as liggen. De y-as kiest men in dit vlak. Stralen die de x-as kruisen (dus er géén punt mee gemeen hebben), laat men hier buiten beschouwing.
Elke straal kan in dit coördinatenstelsel worden beschreven door een tweedimensionale vector met als eerste element het product van de brekingsindex en de helling van de lichtstraal (de tangens van de hoek ten opzichte van de optische as), en als tweede element de afstand van het punt van breking tot de optische as. Men kan drie gebieden onderscheiden: het gebied vóór het eerste brekende vlak (gebied 1), het gebied tussen de beide brekende vlakken (gebied 2) en het gebied voorbij het tweede brekende vlak (gebied 3). Bij breking door het eerste brekende vlak gaat de straal over in een andere lijn, die in feite een lineaire transformatie is van de lijn waar de straal vóór breking deel van was. De breking wordt immers  beschreven door twee lineaire vergelijkingen met twee onbekenden:
{\displaystyle {\begin{aligned}n_{2}L_{2}&=n_{1}L_{1}-{\frac {n_{2}-n_{1}}{R_{12}}}\cdot y_{1}\\y_{2}&=y_{1}\end{aligned}}}
Daarin is:
- {\displaystyle n_{i}} de brekingsindex in gebied i,
- {\displaystyle L_{i}} de helling van de straal in gebied i,
- {\displaystyle y_{i}} de hoogte van het brekingspunt ten opzichte van de optische as (deze waarde verandert niet bij breking),
- {\displaystyle R_{12}} de kromtestraal van het brekende vlak tussen de gebieden 1 en 2,
- {\displaystyle M_{12}} de brekingsmatrix voor de breking aan dit brekende vlak.

In matrixvorm geschreven, wordt dit:
{\displaystyle {\begin{pmatrix}n_{2}L_{2}\\y_{2}\end{pmatrix}}={\begin{pmatrix}1&-{\frac {n_{2}-n_{1}}{R_{12}}}\\0&1\end{pmatrix}}\cdot {\begin{pmatrix}n_{1}L_{1}\\y_{1}\end{pmatrix}}=M_{12}\cdot {\begin{pmatrix}n_{1}L_{1}\\y_{1}\end{pmatrix}}}
Ook voor de doorgang van de straal naar het volgende brekende vlak geldt een dergelijke relatie:
{\displaystyle {\begin{pmatrix}n_{2}L_{2}\\y_{3}\end{pmatrix}}={\begin{pmatrix}1&0\\{\frac {d}{n_{2}}}&1\end{pmatrix}}\cdot {\begin{pmatrix}n_{2}L_{2}\\y_{2}\end{pmatrix}}=M_{2}\cdot {\begin{pmatrix}n_{2}L_{2}\\y_{2}\end{pmatrix}}}
met overeenkomstig gedefinieerde variabalen, en bovendien:
- M2  = de translatiematrix voor de verplaatsing van het referentievlak.
- De helling L verandert hier niet.

Voor de breking aan het tweede brekende vlak geldt overeenkomstig:
{\displaystyle {\begin{pmatrix}n_{3}L_{3}\\y_{3}\end{pmatrix}}={\begin{pmatrix}1&-{\frac {n_{3}-n_{2}}{R_{23}}}\\0&1\end{pmatrix}}\cdot {\begin{pmatrix}n_{2}L_{2}\\y_{2}\end{pmatrix}}=M_{23}\cdot {\begin{pmatrix}n_{2}L_{2}\\y_{2}\end{pmatrix}}}
met overeenkomstig gedefinieerde variabelen.
Voor de lens als geheel geldt nu:
{\displaystyle {\begin{pmatrix}n_{3}L_{3}\\y_{3}\end{pmatrix}}=M_{12}\cdot M_{2}\cdot M_{23}\cdot {\begin{pmatrix}n_{1}L_{1}\\y_{1}\end{pmatrix}}}
Op deze wijze kunnen complete lenzenstelsels worden doorgerekend. Wel moeten voor toepassingen met grote invalshoeken (zoals lichtsterke objectieven, groothoekobjectieven en dergelijke) nog correcties worden aangebracht omdat de paraxiale benadering dan niet meer geldt. Zo moet bijvoorbeeld rekening worden gehouden met het feit dat t.g.v. de kromming van het lensoppervlak het brekingspunt bij een grotere afstand tot de optische as niet meer recht boven het snijpunt van de as en het lensoppervlak ligt.

## Diafragma en lichtsterkte
In een lenzenstelsel zit – zeker voor fotografische toepassingen – gewoonlijk ergens tussen de lenscomponenten een diafragma, dat de hoeveelheid invallend licht bepaalt. Idealiter moet het diafragma in een van de hoofdvlakken zitten. Zo niet, dan kan een ongelijkmatige lichtverdeling in het uiteindelijke beeld optreden.
De lenscomponten die vóór het diafragma zitten, vormen een afbeelding van het diafragma, die de intreepupil wordt genoemd. Het is de diameter van deze intreepupil die de lichtsterkte bepaalt. Officieel is het diafragmagetal dan ook gedefinieerd als het quotiënt van de brandpuntsafstand en de diameter van de intreepupil.